# Lil’O
Lil’O oder auch OthenticO (* 17. August 1992 in München; bürgerlich Oliver John Bruton) ist ein deutscher Rapper. Bundesweit bekannt wurde er durch seine Teilnahme an der Castingshow Star Search, die im Sommer 2003 vom deutschen Fernsehsender Sat.1 ausgestrahlt wurde. In der Kategorie Music Act von 10 bis 15 Jahren erreichte er das Halbfinale.

## Leben
Oliver wuchs zusammen mit zwei älteren Geschwistern in der Nähe von München auf. Schon früh kam er durch seinen Bruder zur Rapmusik. Da sein Vater irische Wurzeln hat und er zweisprachig aufgewachsen ist, begann er mit etwa neun Jahren auch eigene, englischsprachige Texte zu schreiben. Sein Bruder meldete ihn daraufhin bei der ersten Staffel der Casting-Show Star Search an. 2004 zog die Familie ins österreichische Salzburg. Lil’Os größtes Vorbild ist der Detroiter Rapper Eminem.

### Star Search
2003 sang Oliver, der sich damals auch O. J. nannte, bei der Jury von Star Search vor und wurde in die Show eingeladen. Von der Jury, bestehend aus Jeanette Biedermann, Hugo Egon Balder und anderen, erhielt er für seine Darbietungen durchgehend die Höchstpunktzahl und von den Zuschauern wurde er per Televoting Woche für Woche je eine Runde weiter gewählt. Im Duell des Achtelfinales setzte er sich gegen Bill Kaulitz, den späteren Tokio-Hotel-Frontmann, durch, bevor der damals 10-jährige im Halbfinale gegen den späteren Sieger Daniel Siegert ausschied.

## DJ Tomekk
Auf Einladung von Sat.1 machte Oliver mit dem Berliner Rapper und DJ Tomekk im Anschluss an die Show seine erste Single. Diese erschien am 17. Mai 2004 mit dem Namen Party unter DJ Tomekk presents Lil’O. Sie war ein mittelmäßiger Erfolg und erreichte Platz 45 der Charts, wurde aber in den Musiksendern kaum gespielt.

## SmileundFriends
Kurz nach Daniels Sieg brachten die letzten vier Kandidaten, zu denen neben Oliver und Daniel auch Senta-Sofia und Jenniffer zählten, zuerst die Single Smile und später das Album Friends auf den Markt, die beide erfolgreich waren. Olivers Beiträge zu dieser CD waren My Name Is O.J., Inside Out als Verstärkung von Jenniffer, Friends mit Jenniffer zusammen und das Snow-Cover Informer.
2005 brachten die vier Kandidaten erneut eine Single namens Mother heraus, die passend zum Muttertag eine Hommage an alle Mütter war. Sie hatte nicht so viel Erfolg wie die vorangegangene Single.

## Die TV Allstars
Weihnachten 2003 schloss sich eine Gruppe von diversen Castingacts für das Projekt TV Allstars zusammen. Das Projekt unterstützte die SOS-Kinderdörfer mit ihren Plattenverkäufen. Auch hier war Lil’O an der Arbeit beteiligt. In dem sehr häufig gespielten Video zu Do They Know It’s Christmas? war er zu sehen und hatte auch einen eigenen Rappart, der jedoch ausschließlich im Clip und nicht auf der Single oder dem Album The Ultimate Christmas Album zu hören war. Dafür hatte er, wie alle Beteiligten, einen eigenen Song auf dem Album. Es hieß Christmas Rappin’ und ist im Original von Kurtis Blow.